# Даніела Пештова
Даніе́ла Пе́штова (чеськ. Daniela Peštová; нар. 14 жовтня 1970 року, Тепліце, Чехія) — чеська супермодель.

## Життєпис
Народилася 14 жовтня 1970 року у Тепліце, Чехія.
Була одружена з Томассо Буті у 1995—1998 роках. У 1996 році народила сина Янніка Фаусто.
Від нинішнього чоловіка, словацького співака Повола Габери, має доньку Еллу (нар. 21 липня 2002) та сина Пола Генрі (2009).

## Кар'єра
Розпочала модельну кар'єру в 19 років в агентстві «Madison», представник якого помітив її в театрі Праги.
У 1992 році, практично не знаючи англійської мови, переїхала до Нью-Йорку, де її кар'єра набрала обертів.
Даніела Пештова з'являлася на обкладинках таких відомих журналів, як «Cosmopolitan», «Elle», «GQ», «Marie Claire», «Glamour» і на обкладинках «Sports Illustrated Swimsuit» в 1995, 1996, 1997, 1998, 1999, 2000, 2001, 2003 і 2004 роках.
Володіє чеською, італійською, англійською, французькою та російською мовами.